# Орган (коммуна)
Орга́н (фр. и окс. Organ, [ɔʁɡɑ̃]) — коммуна во Франции, находится в регионе Юг — Пиренеи. Департамент — Верхние Пиренеи. Входит в состав кантона Кастельно-Маньоак. Округ коммуны — Тарб.
Код INSEE коммуны — 65336.

## География

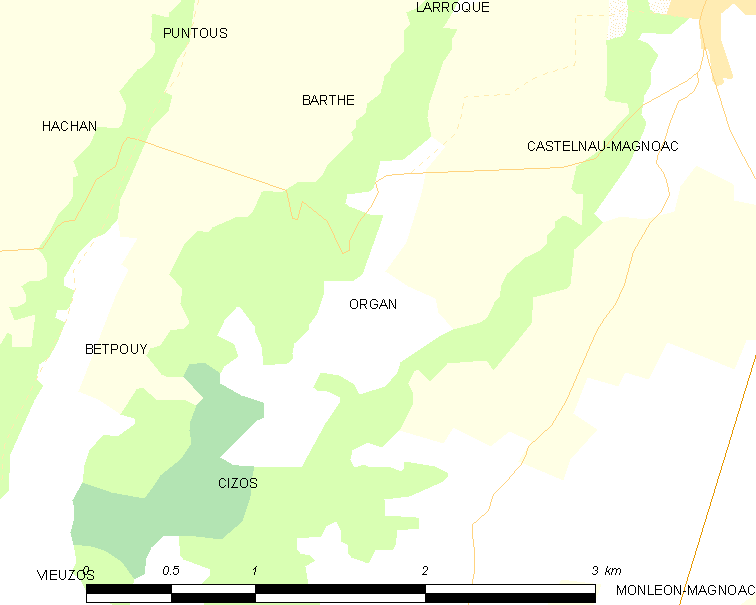
Карта коммуны

Коммуна расположена приблизительно в 640 км к югу от Парижа, в 90 км юго-западнее Тулузы, в 34 км к востоку от Тарба.
По территории коммуны протекает река Жез.

## Климат
Климат умеренно-океанический с солнечной тёплой погодой и обильными осадками на протяжении практически всего года.

## Население
Население коммуны на 2010 год составляло 32 человека.
| 1962 | 1968 | 1975 | 1982 | 1990 | 1999 | 2010 |
| ---- | ---- | ---- | ---- | ---- | ---- | ---- |
| 52   | 41   | 38   | 44   | 49   | 52   | 32   |

## Администрация
| Период | Период | Фамилия       | Партия | Примечания |
| ------ | ------ | ------------- | ------ | ---------- |
| 2001   | 2014   | Ален Марацю   |        |            |
| 2014   | 2020   | Ален Франсенг |        |            |

## Экономика
В 2010 году среди 23 человек трудоспособного возраста (15-64 лет) 14 были экономически активными, 9 — неактивными (показатель активности — 60,9 %, в 1999 году было 78,8 %). Из 14 активных жителей работали 14 человек (9 мужчин и 5 женщин), безработных не было. Среди 9 неактивных 0 человек были учениками или студентами, 6 — пенсионерами, 3 были неактивными по другим причинам.